# Jasikovac (Chorwacja)
Jasikovac – wieś w Chorwacji, w żupanii licko-seńskiej, w gminie Plitvička Jezera. W 2011 roku liczyła 28 mieszkańców.